# Substitució exemplar
Es coneix com a substitució exemplar la que pot ordenar qualsevol ascendent nomenant substitut al descendent de més de catorze anys amb declaració d'incapacitació per, segurament, raó d'alienació mental.
Els seus efectes són els mateixos que els de la substitució pupil·lar.
Està regulat als articles 425-10 i següents del Codi Civil de Catalunya.